# Spiroctenus pardalina
Espèce
Synonymes
- Bemmeris pardalina Simon, 1903
- Bemmeris pardaliana Simon, 1903
- Spiroctenus pardaliana (Simon, 1903)

Spiroctenus pardalina est une espèce d'araignées mygalomorphes de la famille des Bemmeridae.

## Distribution
Cette espèce est endémique du Cap-Occidental en Afrique du Sud,. Elle se rencontre vers Le Cap.

## Description
La femelle subadulte holotype mesure 12 mm.

## Publication originale
- Simon, 1903 : Descriptions de quelques genres nouveaux de la famille Aviculariides. Bulletin de la Société Entomologique de France, vol. 1903, p. 42-44 (texte intégral).